# Gucci Mane
Radric Davis (Birmingham, Alabama, SAD, 2. veljače, 1975.), poznatiji po svom umjetničkom imenu Gucci Mane američki je reper. Debitirao je 2002. godine s nezavisnim albumom Trap House, a nakon toga su uslijedila još tri nezavisna albuma. Gucci Mane je kroz svoju karijeru objavio mnogo miksanih albuma. Svoj prvi studijski album Back to the Trap House je objavio 2007. godine, a svoj drugi studijski album The State vs. Radric Davis objavio je dvije godine poslije. Treći album je objavio 2010. godine pod imenom The Appeal: Georgia's Most Wanted. Sljedeće godine objavio je dva zajednička albuma: Ferrari Boyz s Wakom Flockom Flameom i BAYTL s V-Nasty.

## Život i karijera

### Raniji život (1980. – 2004.)
Radric Davis rođen je 2. veljače 1980. godine u Birminghamu, Alabami. Kasnije se preselio u Atlantu, Georgiju sa svojom majkom. Dok je bio dijete, volio je pisati pjesme, a počeo je repati s 14 godina. Umjetničko ime je dobio po svome ocu kojemu je nadimak bio "Gucci Man".

### Prvi albumi i uspjeh (2005. – 2008.)
Godine 2005. Gucci Mane je objavio svoj prvi nezavisni album pod imenom Trap House, koji sadrži uspješni singl "Icy" s Young Jeezyjem. Poslije je nastala svađa između Guccija i Jeezyja oko spornih autorskih prava za singl. Odmah sljedeće godine Gucci je objavio svoj drugi album Hard to Kill koji sadrži singl "Freaky Gurl" koji je na top ljestvici Billboard Hot 100 završio na poziciji broj 62. Službeni remix pjesme "Freaky Gurl" s Ludacrisom i Lil Kim našao se na njegovom prvom studijskom albumu Back to the Trap House. Gucci se pojavio na singlu "Make tha Trap Say Aye" repera OJ da Juicemana, te je počeo raditi na mnogim miksanim albumima.

### Dva studijska albuma (2009. – 2010.)
U svibnju 2009. godine Gucci je potpisao ugovor s diskografskom kućom Warner Bros. Records. U 2009. godini sveukupno je gostovao na 17 pjesama kao što su remiksevi pjesama "Boom Boom Pow" Black Eyed Peasa i "Obsessed" Mariah Carey. Svoj drugi studijski album The State vs. Radric Davis objavio je 8. prosinca. Prvi singl s albuma je "Wasted" na kojem gostuje Plies. Singl je na top ljestvici Billboard Hot 100 na poziciji broj 36. Ostali singlovi s albuma su "Spotlight", "Lemonade" i "Bingo". Nakon što je izašao iz zatvora promijenio je ime svoje diskografske kuće iz So Icey Entertainment u 1017 Brick Squad Records. Treći studijski album The Appeal: Georgia's Most Wanted objavio je 28. rujna 2010. godine. Album sadrži jedan singl "Gucci Time" na kojem gostuje Swizz Beatz koji je ujedno i producent. U listopadu iste godine Gucci Mane se našao na 6. mjestu MTV-jeve godišnje liste Hottest MC in the Game.

### Suradnje i drugi projekti (2011. - danas)
U ožujku 2011. godine, Gucci Mane je objavio svoj peti nezavisni album The Return of Mr. Zone 6, uglavnom produciran od strane Drumme Boya. Na top ljestvici Billboard 200, album je debitirao na poziciji broj 18. Kasnije, u kolovozu iste godine objavio je album Ferrari Boyz s Wakom Flockom Flameom. Album je debitirao na poziciji broj 21, na top ljestvici Billboard 200. Odmah iste godine u prosincu, objavio je još jedan album BAYTL u suradnji s repericom V-Nasty. Tri dana kasnije nakon objavljivanja albuma, ubijen je reper Slim Dunkin na snimanju spota za pjesmu "Push Ups". U veljači 2012. godine Gucci je objavio miksani album Trap Back. U svibnju iste godine je objavio miksani album I'm Up.

## Diskografija
Studijski albumi
- Back to the Trap House (2007.)
- The State vs. Radric Davis (2009.)
- The Appeal: Georgia's Most Wanted (2010.)

Zajednički albumi
- Ferrari Boyz (2011.)
- BAYTL (2011.)

## Nagrade i nominacije
BET Hip-Hop Awards
| Godina | Nominirano djelo | Nagrada                                 | Rezultat   |
| ------ | ---------------- | --------------------------------------- | ---------- |
| 2010.  | Gucci Mane       | Izbor gledatelja (People's Champ Award) | Nominacija |

Soul Train Awards
| Godina | Nominirano djelo                                   | Nagrada                                | Rezultat   |
| ------ | -------------------------------------------------- | -------------------------------------- | ---------- |
| 2009.  | "Break Up" (Mario feat. Sean Garrett & Gucci Mane) | Najbolja suradnja (Best Collaboration) | Nominacija |

## Vanjske poveznice
- Službena stranica
- Gucci Mane na Twitteru
- Gucci Mane na MySpaceu
- Gucci Mane na Internet Movie Databaseu